# Palais Bevilacqua
Pour les articles homonymes, voir Bevilacqua (homonymie).
Le Palazzo Bevilacqua est un palais Renaissance de Vérone situé sur le Corso Cavour et attribué à l'architecte Michele Sanmicheli.

## Histoire

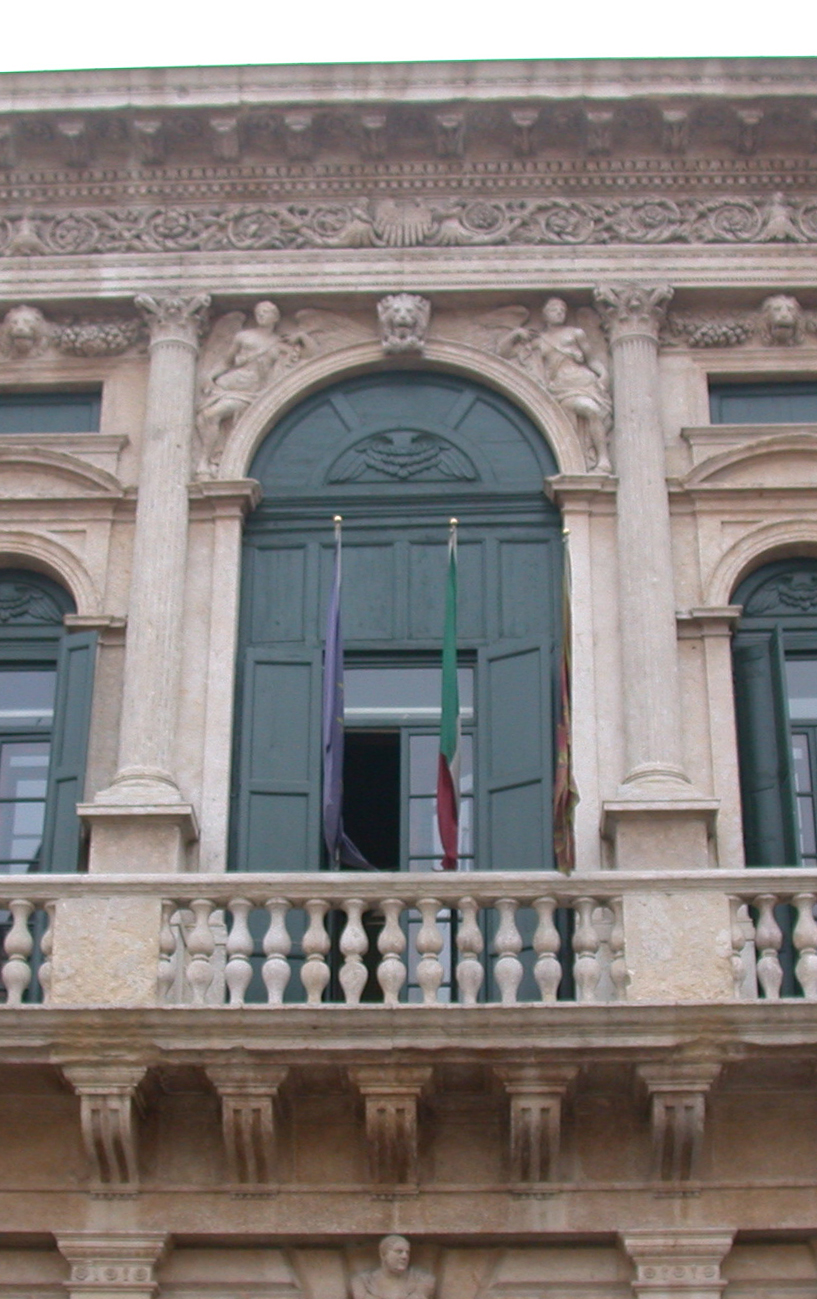
Détail.

Compte tenu de la présence historique et de la grande importance de la famille noble Bevilacqua à Vérone, il n'y a pas un seul palais Bevilacqua dans le centre-ville. Cependant, deux existent, l'un situé au cœur de la cité antique, et celui-ci le long du Corso Cavour.
Le plus célèbre est certainement le second, construit vers 1530 par le célèbre architecte véronais Michele Sanmicheli sur commande de la famille Bevilacqua, présente dans cette région depuis des siècles (présence déjà attestée en 1146).
Pendant des années, le palais a abrité la collection d'art du comte Marco Bevilacqua, qui comprenait des œuvres d'artistes véronais, comme Alessandro Turchi, mais aussi de noms célèbres tels que Tintoret et Véronèse.
Légué à la ville par la dernière duchesse Felicita Bevilacqua, il est actuellement le siège de l'ITCS Lorgna-Pindemonte.

## Description
C'est l'un des bâtiments les plus raffinés et les plus richement ornés de la ville, avec une façade construite en deux ordres. En entrant par une grande porte d'entrée, on pénètre dans une cour intérieure qui mène directement à l'étage noble, où vivaient les membres de la famille.

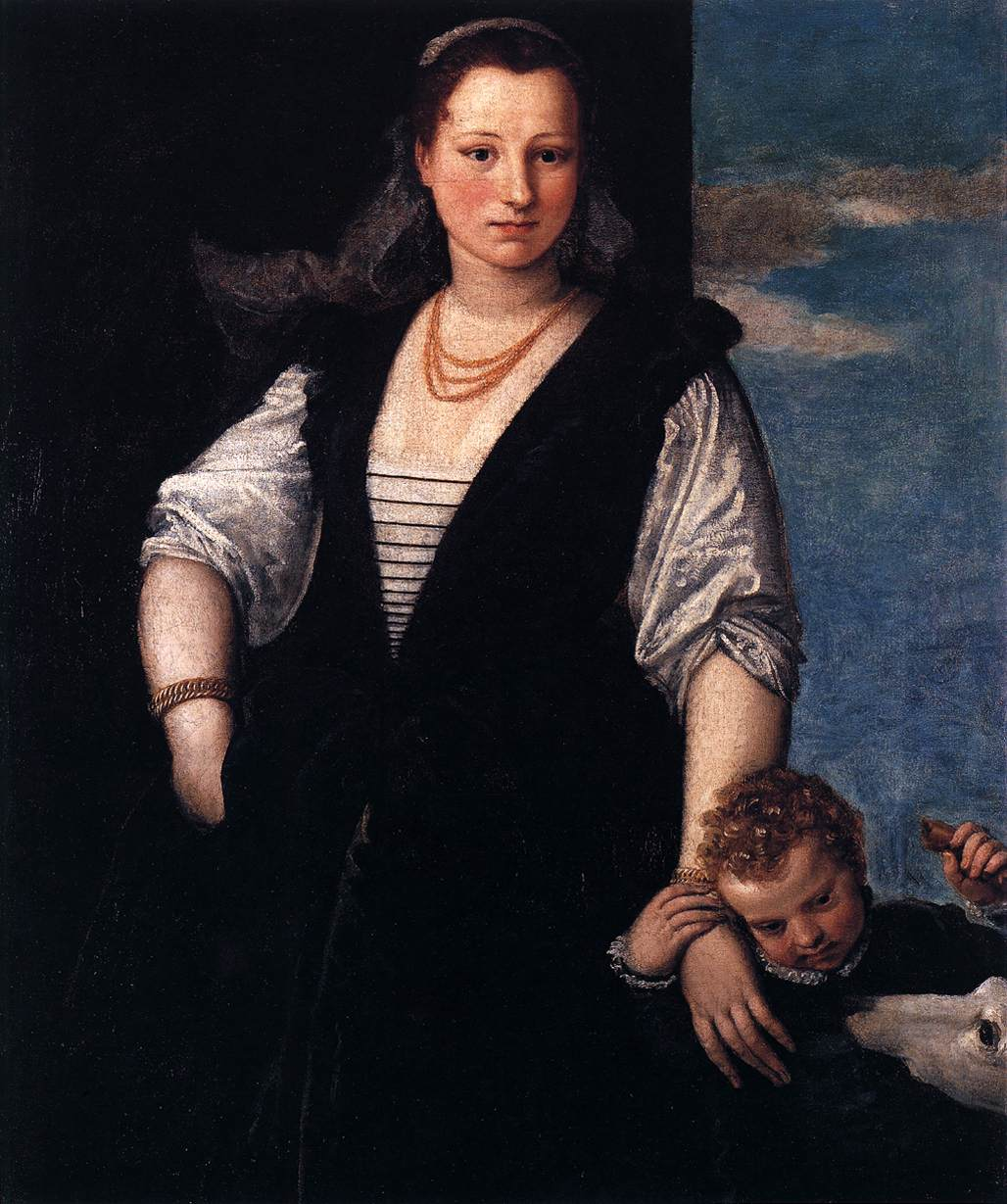
Portrait d'une jeune femme, Veronese, à l'origine au Palazzo Bevilacqua, aujourd'hui au Louvre après les spoliations napoléoniennes.

Le palais abritait des peintures célèbres, dont La pieta della lacrima de Giovanni Francesco Caroto, maintenant au musée civique de Castelvecchio, San Gerolamo di ignoto et San Guglielmo e il San Francesco de Domenico Riccio, Paradiso de Tintoret, tous au musée du Louvre. Il y avait d'autres œuvres, maintenant dispersées dans diverses collections italiennes et étrangères. À la suite des spoliations napoléoniennes, le catalogue publié dans le Bulletin de la Société de l'art français de 1936 indique comme provenant du Palazzo :
- Portrait d'une femme noble, par Veronese, à l'origine au Palazzo Bevilacqua, emmené au Louvre, mais disparu lors des récupérations de Canova en 1815
- Portrait d'une jeune femme, par Véronèse, à l'origine au Palazzo Bevilacqua, emmené au Louvre et y est toujours conservé
- Sainte Famille avec Sainte Ursule, de Véronèse, à l'origine au Palazzo Bevilacqua, emmenée au Louvre et y est toujours conservée.